# Brussel·lització

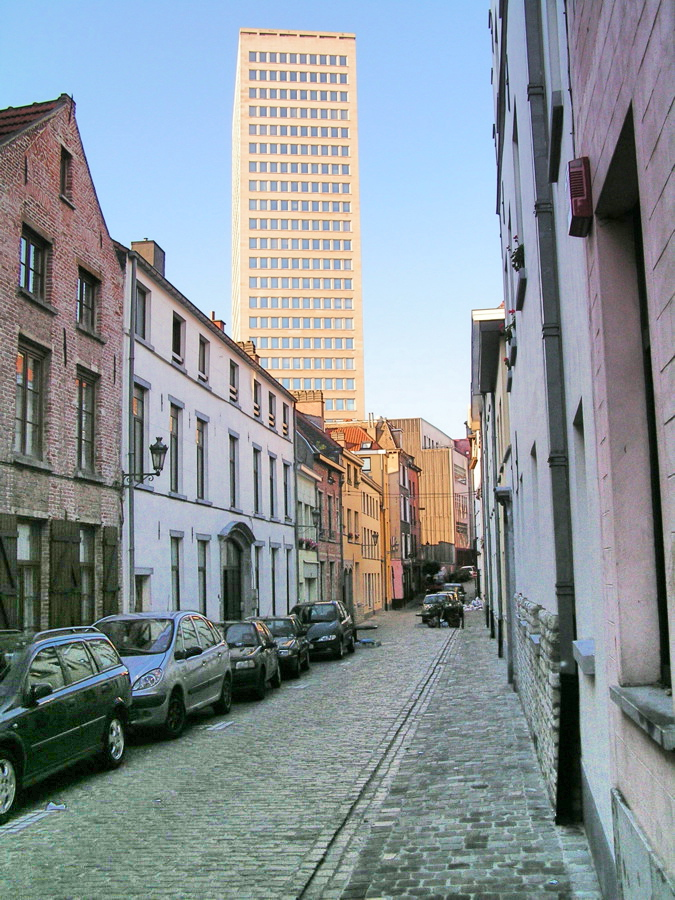
A Brussel·les molts d'edificis històrics foren esbucats i al seu lloc se'n construïren de nous. Aquest gratacel s'alça en el lloc de la Maison du Peuple, d'estil nouveau, de Victor Horta.

En urbanisme, per brussel·lització (en francès: Bruxellisation; en neerlandès: verbrusseling) s'entén la «construcció indiscriminada i despreocupada d'edificis alts i moderns a barris gentrificats» i que ha esdevingut sinònim de «desenvolupament i remodelació urbana indiscriminada».
La idea s'aplica a qualsevol lloc que tingui un patró de desenvolupament tan descontrolat com el de Brussel·les els anys seixanta i setanta, resultat d'una manca de restriccions urbanístiques i l'actitud laissez faire de les autoritats de la ciutat envers el planejament urbanístic.

## Brussel·les

### Dels anys seixanta als anys vuitanta
El concepte original de brussel·lització neix amb la regeneració urbana duta a terme a la ciutat de Brussel·les per la Expo del 58. Per tal de preparar la ciutat per l'Expo, s'enderrocaren molts edificis sense tenir en compte la seva importància en l'àmbit arquitectònic o històric; es construïren edificis de molts metres quadrats per oficines o apartaments, s'obriren grans bulevards i s'excavaren túnels. Una de les actuacions més polèmiques va ser la destrucció de moltes illes de cases per construir-hi el districte empresarial a la zona nord. Tots aquests canvis es pensaren per incrementar ràpidament el nombre de persones que treballaven i vivien a la ciutat i per millorar-ne el transport.
Encara hi hagué més canvis radicals arran del paper que jugava Brussel·les com a centre de la UE i de l'OTAN, començant amb la construcció de la seu de la Comissió Europea el 1959. La introducció de la xarxa ferroviària d'alta velocitat la dècada dels 90 fou l'excusa per especular amb moltes illes de cases per construir-hi hotels i oficines modernes, que comportà la destrucció dels habitatges pròxims a l'estació de Brussel·les sud.
Aquests canvis causaren moltes protestes entre els ciutadans de Brussel·les i especialment a les associacions ecologistes i per la defensa del patrimoni. L'enderroc de la Maison du Peuple, d'estil nouveau, de Victor Horta el 1965 va ser un dels motius de tals protestes (vegeu la fotografia a la dreta), així com ho fou la construcció de la Torre d'IBM el 1978.
Molts arquitectes protestaren: de fet, fou el món arquitectònic el que va encunyar el nom de brussel·lització, pel fet que succeïa a Brussel·les. Arquitectes com Léon Krier i Maurice Culot formularen una teoria de planificació urbanística anticapitalista com a rebuig de la rampant febre modernitzadora que veieren a Brussel·les.

### Precedent històric i suport a la modernització dins Brussel·les
La dècada dels cinquanta no va ser la primera vegada que la ciutat es veia radicalment alterada per canvis urbanístics importants. Dos esponjaments anteriors al teixit urbà de Brussel·les foren les grans i rectes avingudes centrals inspirades en París, creades cobrint i desviant el riu Zenne, i la connexió de ferrocarril nord-sud, que va durar uns 40 anys (1911–52) i que va deixar el centre de la ciutat ple de runes i forats durant molts d'anys. Un altre precedent és l'aixecament del Palau de Justícia, l'edifici més gran del món construït al segle xix. André de Vries afirma que l'atracció per la duresa es pot remuntar al regnat de Leopold II a finals del segle xix, i fins i tot al bombardeig de la ciutat per les tropes de Lluís XIV el 1695. "Gairebé no queda més que un edifici dret", diu, "d'abans de 1695, a excepció d'algunes esglésies i l'Ajuntament".
Leopold II intentà donar a Brussel·les la imatge d'una gran capital d'una potència imperial. A mitjan segle XX hi havia una entesa entre partidaris del desenvolupament urbà i el govern local, amb un ordre del dia modernitzador i amb les seves vistes posades en projectes de desenvolupament a gran escala. En el procés, els ciutadans de Brussel·les foren deixats de banda.

### Els anys noranta: de la brussel·lització al façadisme
A principis dels anys noranta es promulgaren lleis que restringien l'enderroc d'edificis que es considerava que eren de rellevància arquitectònica o històrica; i el 1999 el pla de desenvolupament urbà de les autoritats de la ciutat va declarar explícitament que els edificis massa elevats eren arquitectònicament incompatibles amb l'estètica del centre de la ciutat. Això va conduir a un augment d'allò que es va anomenar façadisme, terme que fa referència a la destrucció de tot l'interior d'un edifici històric tot conservant-ne la façana.
Aquestes foren, d'una banda, les Actes de Planificació de la Ciutat de 1991, que donaren a les autoritats locals el poder de declinar peticions d'enderroc en sòl d'edificis d'importància històrica, estètica o cultural, i de catalogar zones de patrimoni arquitectònic; i, d'altra banda, les Actes de Conservació del Patrimoni de 1993, que donaren al govern de la Regió de Brussel·les el poder de catalogar edificis com a protegits per raons històriques. Així i tot, aquest sistema va tenir les seves deficiències. Mentre el govern de la regió de la capital podia catalogar edificis històrics, les seves dinou autoritats municipals eren les responsables dels permisos d'enderroc. No va ser fins a la introducció d'un sistema de permís únic que aquest conflicte intern es va resoldre.